# Svatobořice (nádraží)
Svatobořice byly železniční stanice, později dopravna D3, která se nacházela ve východní části jihomoravské obce Svatobořice-Mistřín. Jednalo se o mezilehlou dopravnu ležící v km 10,522 železniční tratě Kyjov–Mutěnice. Provoz na trati a tedy i ve stanici byl zahájen 2. června 1900. Dne 12. prosince 2004 dojel do Svatobořic poslední pravidelný osobní vlak. Trať i dopravna ve Svatobořicích byly úředně zrušeny 30. dubna 2009. Po zrušení dopravny byla nádražní budova adaptována na restauraci, která byla otevřena 10. ledna 2018, v místě kolejiště vede od roku 2012 cyklostezka „Mutěnka“.

## Popis dopravny
V posledních letech před zastavením provozu měla dopravna celkem tři průběžné koleje, přímo u budovy (v km 10,522) byla manipulační kolej č. 3, následovala dopravní kolej č. 1 s nástupištěm o délce 55 metrů, poslední byla dopravní kolej č. 2 bez nástupiště. Obě dopravní koleje měly užitečnou délku 162 metrů. Ze 3. koleje odbočovala na mutěnickém zhlaví dvěma výhybkami vlečka Elektrosvit, ale ta již byla v roce 2003 mimo provoz. Na opačném zhlaví odbočovala z 3. koleje ještě manipulační kusá kolej 3a o délce 161 m. Celkem bylo v dopravně sedm ručně přestavovaných výhybek, ze strany od vlečky byla stanice chráněna dvěma ručně přestavovanými výkolejkami (VVk 1 a VVk2). Vjezd do stanice byl kryt lichoběžníkovými tabulkami umístěnými v km 10,230 ve směru od Mutěnic a 10,893 ve směru od Kyjova. Přímo v dopravně v km 10,378 byl železniční přejezd se světelným přejezdovým zabezpečovacím zařízením bez závor. Ve směru od Mutěnic se přejezd spouštěl automaticky jízdou vlaku, v opačném směru musel přejezd spustit před odjezdem vlaku strojvedoucí z ovládací skříňky v budově dopravny. Provoz byl řízen dirigujícím dispečerem v Kyjově, Svatobořice přitom byly jedinou mezilehlou dopravnou na trati.